# ミネソタ管弦楽団
ミネソタ管弦楽団（Minnesota Orchestra）は、ミネソタ州ミネアポリスを拠点とするアメリカ合衆国のオーケストラ。

## 概要
1903年に、ミネアポリス交響楽団（Minneapolis Symphony Orchestra）として設立され、同年11月5日に最初の演奏会を行なった。
1954年に、チャイコフスキーの序曲《1812年》を、最初に実際の大砲を用いて録音。当時はモノラル録音だったが、1958年にはステレオ録音で再び録音し（指揮はいずれもアンタル・ドラティ）、演奏・録音の見事さで話題を呼んだ。
1968年に、現在の楽団名に改称された。
1980年から、2つの新しい取り組みを始めた。一つは、指揮者がオーケストラの前で、演奏曲目や作曲家について行うプレゼンテーション。もう一つは、シーズン開始前の音楽会シリーズである。通例アメリカでのシーズン開始は9月であり、このシリーズが7月中旬から8月中旬にかけて催されることから、ウィーンに倣ってこの音楽会は、「ゾンマーフェスト（夏季音楽祭）」と呼ばれる。

## 主な歴代首席指揮者
- ユージン・オーマンディ （1931年 - 1936年）
- ディミトリ・ミトロプーロス (1937年 - 1949年）
- アンタル・ドラティ （1949年 - 1960年）
- スタニスワフ・スクロヴァチェフスキ （1960年 - 1979年）
- ネヴィル・マリナー （1979年 - 1986年）
- エド・デ・ワールト （1986年 - 1995年）
- 大植英次 （1995年 - 2002年）
- オスモ・ヴァンスカ （2003年 - 2013年、2014年 - 2022年）[1]
- トーマス・セナゴー （2023年 - ）[2]